# Lionel Berry (2e vicomte Kemsley)
(Geoffrey) Lionel Berry, 2e vicomte Kemsley (29 juin 1909 - 28 février 1999), est un homme politique conservateur britannique, pair et rédacteur en chef.

## Biographie
Berry est né à Hendon  fils de Gomer Berry (1er vicomte Kemsley) (1883–1968), un éminent patron de presse, propriétaire de titres tels que The Sunday Times et le Daily Record.
Berry sert dans les Grenadier Guards pendant la Seconde Guerre mondiale jusqu'à ce qu'il soit réformé en 1942. L'année suivante, en 1943, lors d'une élection partielle en temps de guerre le 4 avril, il est élu sans opposition député de Buckingham. Cependant, il perd son siège au profit des travaillistes aux élections générales de 1945.
Berry est rédacteur en chef du Daily Sketch et plus tard vice-président de Kemsley Newspapers Limited. Il devient vicomte Kemsley à la mort de son père en 1968. À ce moment-là, l'entreprise de presse de son père a été vendue et Berry n'y joue plus aucun rôle.

## Mariage et famille
Berry épouse Helene Candida Hay (née le 5 septembre 1913, décédée le 4 janvier 2011), fille aînée de William Hay (11e marquis de Tweeddale), le 21 juin 1933.
Ils ont quatre filles :
- Mary Anne Berry (née le 30 avril 1934)
- Pamela Jane Marguerite Berry (née le 27 mai 1937, décédée le 13 décembre 2013)
- Caroline Helen Berry (née le 8 septembre 1942)
- Catherine Frances Lilian Berry (née le 9 juin 1944)

Berry est décédé à l'âge de 89 ans en 1999 à Harborough, Leicestershire, et est remplacé dans la vicomté par son neveu, Richard Gomer Berry.